# Grafton, Dakota de Nord
Grafton este sediul comitatului Walsh (conform originalului din engleză, Walsh County), unul din cele 53 de comitate ale statului american Dakota de Nord. Populația orașului fusese de 4.284 de locuitori în anul 2010. Grafton a fost fondat în 1881.
1. ↑  2010 U.S. Gazetteer Files, accesat în 9 iulie 2020